# Душан Милутиновић
Душан Милутиновић (Веље Брдо, код Подгорице, 25. новембар 1920 — Београд, 15. октобар 1944) био је учесник Народноослободилачке борбе и народни херој Југославије.

## Биографија
Рођен је 25. новембра 1920. у селу Веље Брдо, код Подгорице. Одрастао је у сиромашној сељачкој породици. Његов отац Ристо је имао осморо деце — петоро синова и три ћерке. У тешким материјалним условима завршио је основну школу. Преко дана је морао да помаже у кућним пословима, а увече је учио и писао домаће задатке. Иако је био одличан ђак, због тешког материјалног положаја, није могао да настави школовање.
Његов брат Машан Милутиновић био је члан Комунистичке партије Југославије (КПЈ) од 1936, па је Душан од њега и његових партијских другова, веома млад добио прва сазнања о револуционарном радничком покрету и учествовао у разним акцијама КПЈ, чији је члан постао 1941. године. Након окупације Југославије, 1941. активно је учествовао у припреми оружаног устанка. Када је избио Тринаестојулски устанак, заједно са двојицом браће и сестром, постао је борац Пиперског устаничког одреда. Већ у првим борбама исказао се као храбар и сналажљив борац, па је био узет за курира Привремене Врховне команде Црне Горе.
Када је почетком 1942. формиран Први црногорски омладински батаљон, постављен је за заменика командира чете. У овом батаљону је постао познат, због своје храбрости, али и због доброг односа према младим борцима, који су били у његовој чети. Његова храброст и издржљивост посебно су дошле до изражаја у зиму 1941/42, у даноноћним борбама против четника Павла Ђуришића на Сињајевини, које су трајале више од месеца дана. Маја 1942. донета је одлука да се Омладински батаљон расформира, па је Душан, заједно са педесет младића и девојака, ушао у састав Прве пролетерске ударне бригаде, односно њеног Првог црногорског батаљона. У овој бригади су се још од њеног формирања налазили његова сестра Станка и брат Машан.
У првој борби са Првом пролетерском бригадом, 3. јуна 1942. на Дурмитору, истакао се храброшћу и заробио неколико четника. Потом се истакао у борбама на Коњицу, Бугојну, Дувну, као и у вишедневним борбама на Цинцару, где се истакао као бомбаш. У борби за Ливно, са својим одељењем је уништио бункер код тврђаве и заробио пушкомитраљез. Касније се истакао и у борбама за Кључ, Јајце, Чичево, Балиновац, Миљевину. Истицао се и у борбама током Четврте и Пете непријатељске офанзиве.
Године 1944. постављен је за заменика команданта Првог црногорског батаљона Прве пролетерске ударне бригаде. Био је слушалац Официрске школе Врховног штаба НОВ и ПОЈ у Дрвару. Као слушалац ове школе, затекао се 25. маја 1944. у ослобођеном Дрвару, када је учествовао у борбама на сламању немачког ваздушног десанта и одбрани Врховног штаба, који се налазио у пећини. Након десанта, вратио се у Прву пролетерску бригаду, са којом је у јесен 1944. учествовао у борбама за ослобођење западне Србије и Београда.
Погинуо је у 15. октобра 1944. у борбама за ослобођење Београда, у тешким борбама са немачким снагама на Славији. Након ослобођења Београда, сахрањен је на Славији, заједно са Блажом Попиводом и Драгишом Радовићем, а 1954. њихови посмртни остаци су пренети на Гробље ослободилаца Београда 1944.
Указом председника ФНР Југославије Јосипа Броза Тита 27. новембра 1953. проглашен је за народног хероја.